# パラケルススの娘
『パラケルススの娘』（パラケルススのむすめ）は、五代ゆうによる日本のライトノベル。イラストは岸田メルが担当している。MF文庫J（メディアファクトリー）より2005年5月から2010年8月まで刊行された。

## ストーリー
時は19世紀前半。魔物狩りを専門に行う跡部家の跡取り息子・跡部遼太郎は、何の力を持たない為に親族から疎まれていた。そこで、当主である祖母・多華からイギリスに行くように言われ、1人ロンドンへ旅立つが、到着後いきなりトランク盗難の被害に遭ってしまう。突然のトラブルに困っていた所、羽が生えた猿が現れる。盗まれた筈の紹介状を持っていた猿を追いかけると、その先には男装の女魔術師・クリスティーナ・モンフォーコンとそのメイド・レギーネが待っていた。そこで、遼太郎は修行という名目でクリスティーナの従者としてこき使われる破目になる。

## 登場人物
跡部遼太郎（あとべ りょうたろう）
本作の主人公。16歳。魔物退治を生業としている由緒正しき家系・跡部家の跡取り息子でありながら、何の力を持たなかった為、親族から冷遇と虐待を受け、祖母・多華の友人であり「パラケルススの娘」を自称する魔術師・クリスティーナの元へ、修行という名目の下、イギリスに放逐される。
クリスティーナからは従者としてこき使われ、一緒に暮らす少女達からは「朴念仁」「一番悪い人」などと言われ散々な扱いを受けているが、実際には好意を寄せられており、自身も次第に心を成長させていく。
大人しい性格だが、その境遇故に弱い者虐めが大嫌い。自分の信念を貫く為なら、身を捨てて強者に挑む勇気を持つ正義感の強さから、周りの人間に信頼と尊敬を寄せられる。
護身術以外、何の力も持たないと思われていたが、「産霊者」と言われる謎の力を持っていたことが判明。自分の体を寄代として「神（イエス・キリスト）」を降臨させたことがある。それ故、野望を抱く魔術師・シモンから狙われることになる。
クリスティーナ・モンフォーコン
本作のヒロイン。「パラケルススの娘」を自称する、絶世の美貌と強大な魔力を持つ男装の女魔術師。金髪の縦ロールに緑瞳、右目に片眼鏡をかけている。女性関係で周りの少女に翻弄される遼太郎を見て楽しんだり、アレックスの好意を知りながらからかったりと、奔放で身勝手な性格。
旧友・多華の孫である遼太郎や美弥子達を見守る姿勢を取っているが、目的の為なら容赦なく彼らを利用する冷酷さと力を持たない弱者を見下す残忍さも持つ。根本的にレギーネ以外には無関心だが、若い頃の自分に似た遼太郎には、若干の苛立ちを持ちつつ次第に彼の影響を受け始める。
魔術関連の人間達には「聖なる血（セイクリッド・ブラッド）」「聖杯」と呼ばれている。
本名はテオフィルで、元は男。かつては傲岸不遜な魔術師で、師匠・シモンと長年行動を共にしていたが、野望を実現する為に攫った、イエスの末裔の少女・クリスティーナと出逢ったことで、他者を慈しむ心を知り、彼女と共にシモンの下から逃亡。シモンとの激しい死闘の末、落命するもクリスティーナとサー・マクスウェルの助命と加護を得て、クリスティーナの身体に魂を入れることで女性として復活。以後はクリスティーナの魂が入った機械人形・レギーネと共に数百年の間、魔を滅ぼしながら、世界中を彷徨っていた。本来の肉体はシモンに奪われる。肉体と魂が結びついている為、本来の肉体を所有するシモンを殺害することは、己を殺すことになり、倒せない状況にある。
跡部多華（あとべ たか）
跡部家の現当主。歴代の当主の中でも突出した異才を持つ。その力と容赦ない激しい性格から跡部家に女帝として君臨し、恐れられているが、老齢から来る衰弱ゆえ、寿命が尽きかけている。
幼い頃はその力ゆえに、実の両親から恐れられ、また跡部家の権力争いから、道具として扱われていた為、介添え人の霧月にしか心を開かなかった。
霧月とは身分の差はあるが、お互いに想いを寄せ合う関係だった。しかし、自分を跡部の呪縛から解放するために起こした霧月の行いを否定し、拒絶。魔として自らの手で霧月を殺害。同時に人としての自由と幸せを捨て、ただ、跡部の血と家を守る為だけの存在になることを決意し、今日に至る。
クリスティーナとは睦月の事件で知り合う。最初は軽薄な彼女を拒絶していたが、自分と同じ人から恐れられる力を持ちながらも、孤高に誇り高く生きる姿に尊敬と信頼を持ち、唯一の友として長年、交友を持つ。
世間的には何の力も持たない孫の遼太郎をイギリスに放逐したことになっているが、実際は跡部家の権力争いに巻き込まない為とクリスティーナの支えになればという想いから、遼太郎を英国に向かわせた。遼太郎の力に関しては気づいていたが、それがどんな力かまでは解らなかった。
レギーネ
クリスティーナと常に行動を共にする機械人形のメイド。銀髪赤瞳の少女の姿をしており、人間とは見分けがつかない程、精巧な外見を持つ。クリスティーナへの忠誠心は強く、彼女の命令には忠実に従う。自身の体には、イエスの末裔の少女でテオフィルの恋人・クリスティーナの魂が入っており、これは落命したテオフィルを救う為、彼女がとった行為である。その際、身体と魂を繋ぐ糸は断ち切られている。
ジンジャー
「影のロンドン」と呼ばれる女王・クイーン・マザーの娘で、〈夜の宮廷〉の王女。15歳。本名：メガエラ。遼太郎のことを心憎からず思っている。
アレグザンダー・トーマス・モーティマー・コンドリック
グリムズビー伯爵夫人の次男。16歳。通称：アレックス。自称：大魔術師。魔術師名は、バシレウス・サロモンだが、作中では「バ（略）」と表記されている。クリスティーナに想いを寄せるが、彼女からは専らからかわれている。
赤羽美弥子（あかばね みやこ）
遼太郎の婚約者。16歳。跡部家の分家の中で、最も勢力がある。遼太郎が浮気をしないか見張る為、両親の反対を押し切ってイギリスにやって来た。ツンデレかつ勝気な性格で、遼太郎にキツイ態度を取るが、根底では彼に一途な想いを寄せている。クリスティーナを「クリスお姉様」と慕う。
青野和音（しょうの かずね）
遼太郎の義妹。14歳。内気で淑やかな性格。跡部家の親族の中で唯一遼太郎を慕っており、彼を想うあまり美弥子と共に、イギリスにやって来た。
シスネ
スペイン人の少女。11歳。通称：シシィ。ある事件を機に、クリスティーナの家で暮らすことになる。
シヴィル・セント・クレア
アレックスの家庭教師にして国家魔術師。25歳。
レティーシャ・ヘレン・コンドリック
アレックスの母親。クリスティーナと交流がある。
シャルロット・ド・モンセギュール
シオン聖騎士団に所属する金髪の少女。クリスティーナに激しい憎悪を持つ。
サー・マクスウェル
とある館に隠棲する謎の男性。テオフィルを救う為、彼の魂をクリスティーナの身体に入れ、クリスティーナの魂を自身が作った機械人形・レギーネに入れた。
玄塚霧月（くろつか むつき）
吸血鬼。人間の頃は多華の介添え人で玄塚の末席に連ねていた。
肉親を含め、大勢の人間を犠牲にし、跡部の一族から多華を解放しようとするも拒絶され、利用していた吸血鬼・王夫人の毒牙にかかり、吸血鬼と化す。以後、存在理由を見いだせないまま、王夫人の護衛として、血を啜る怪物として存在することに。
ドクトル・アヴァランシュという精巧な人形（ゴーレム）のほか、卓越した知能と技術を持ち、王夫人亡き後、かつての主である多華の孫である遼太郎たちを陰から援護する。
ウィリアム・リース
スコットランド・ヤードの警部。クリスティーナを詐欺師と見なし、彼女を逮捕すべく追いかける。
シモン・マグス
テオフィル（クリスティーナ）の元師匠。通称：闇のシモン。自身を野望を達成すべく、遼太郎を狙う。

## 既刊一覧
- 五代ゆう（著）・岸田メル（イラスト）、メディアファクトリー〈MF文庫J〉、全10巻
  - 『パラケルススの娘 1』、2005年5月31日初版第一刷発行（5月25日発売[3]）、ISBN 4-8401-1263-0
  - 『パラケルススの娘 2 地下迷宮の王女』、2005年10月31日初版第一刷発行（10月25日発売[4]）、ISBN 4-8401-1426-9
  - 『パラケルススの娘 3 仮面舞踏会の夜』、2006年2月28日初版第一刷発行（2月24日発売[5]）、ISBN 4-8401-1502-8
  - 『パラケルススの娘 4 緋袴の巫女』、2006年6月30日初版第一刷発行（6月23日発売[6]）、ISBN 4-8401-1554-0
  - 『パラケルススの娘 5 騎士団の使者』、2006年10月31日初版第一刷発行（10月25日発売[7]）、ISBN 4-8401-1709-8
  - 『パラケルススの娘 6 薔薇と小鳥たちの輪舞曲』、2007年3月31日初版第一刷発行（3月23日発売[8]）、ISBN 978-4-8401-1800-2
  - 『パラケルススの娘 7 ラーオ博士のサーカス』、2007年9月30日初版第一刷発行（9月25日発売[9]）、ISBN 978-4-8401-2045-6
  - 『パラケルススの娘 8 クリスマス・キャロル』、2009年5月31日初版第一刷発行（5月25日発売[10]）、ISBN 978-4-8401-2790-5
  - 『パラケルススの娘 9 メフィストフェレスは踊る』、2009年12月31日初版第一刷発行（12月25日発売[11]）、ISBN 978-4-8401-3055-4
  - 『パラケルススの娘 10 永遠に女性的なるもの』、2010年8月31日初版第一刷発行（8月25日発売[12]）、ISBN 978-4-8401-3484-2